# Tonengo
Tonengo é uma comuna italiana da região do Piemonte, província de Asti, com cerca de 192 habitantes. Estende-se por uma área de 5 km², tendo uma densidade populacional de 38 hab/km². Faz fronteira com Aramengo, Casalborgone (TO), Cavagnolo (TO), Cocconato, Lauriano (TO), Moransengo.

## Demografia
| Variação demográfica do município entre 1861 e 2011                               |
|                                                                                   |
| Fonte: Istituto Nazionale di Statistica (ISTAT) - Elaboração gráfica da Wikipedia |